# هاربور بوينت (ناطحة سحاب)
هاربور بوينت هو ناطحة سحاب سكنية وتجارية في شيكاغو، إلينوي،الولايات المتحدة الامريكية على بحيرة ميشيغان وهذا أول مبنى في المدينة.

## نظرة عامة
Standing nearlyيبلغ ارتفاعه ما يقارب 168 متر (551 قدم) مما يعني 54 طابق، فهو يعتبر من بين أطول المباني في شيكاغو
ويطيل على مناظر الحدائق والمباني الأخرى
سكان الوحدات 742 الحصول على وسائل الراحة مثل حمام سباحة مغطى وحوض استحمام ساخن، في الهواء الطلق على سطح السفينة الشمس، مرفق العمل بها، في الأماكن المغلقة لكرة السلة وكرة المضرب المحاكم، غرفة هواية للمشاريع فوضوي، وصالة مع خدمة الواي فاي، واللعب الأطفال في الأماكن المغلقة، واثنين من غرف الضيافة كبيرة، حديقة خاصة في الهواء الطلق وحديقة، خدمة صف السيارات والبوابين بدوام كامل والأمن .
ويتكون المبنى من 22 شركات التجارية، وتقع في المقام الأول على مستوى أقل مثل تنظيف الجاف، ومحلات البقالة، وكلاء العقارات .

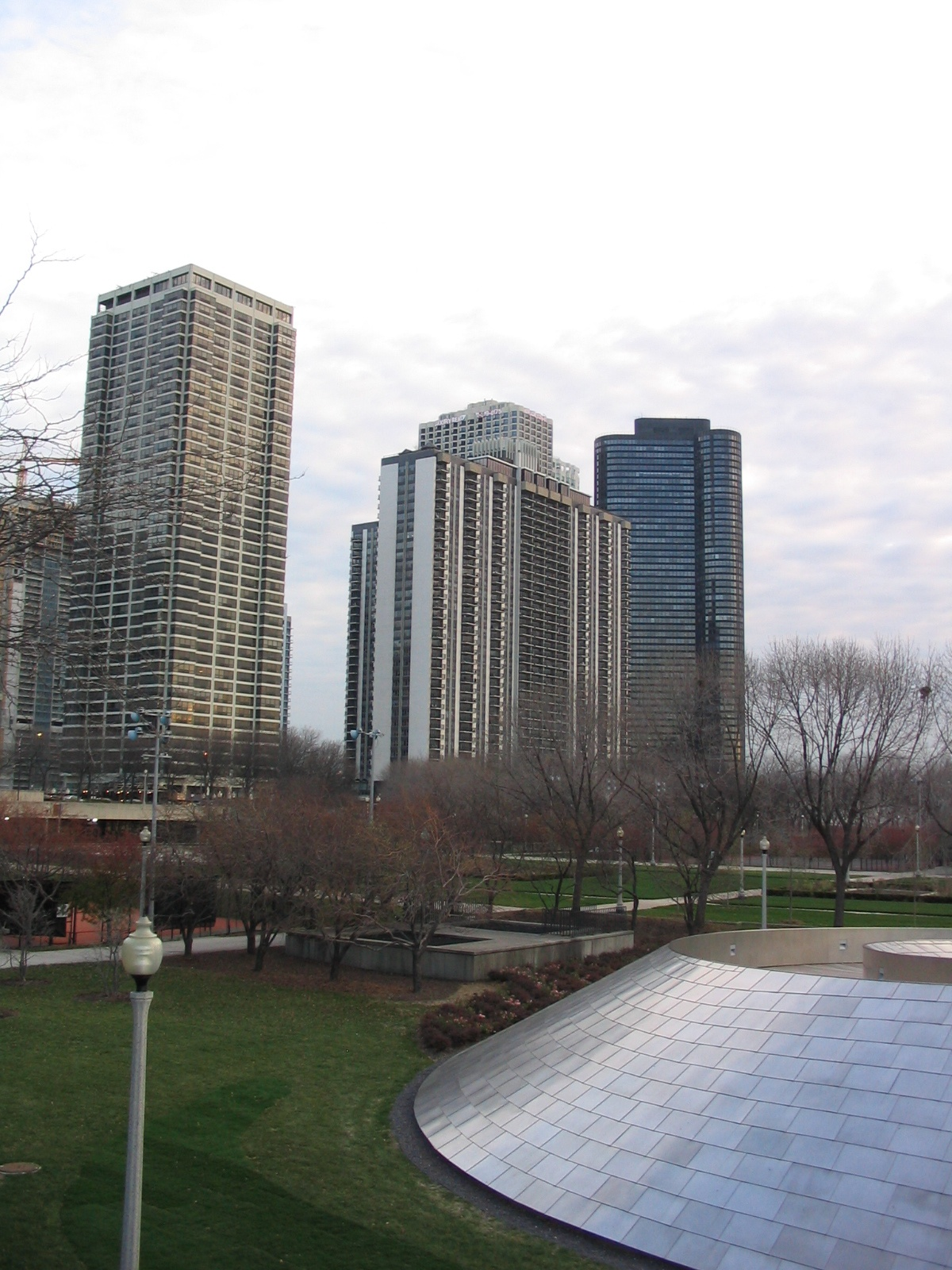

## انظر ايضاً
- قائمة أطول المباني في شيكاغو
- قائمة أطول المباني في مدينة نيويورك
- مبنى إمباير ستيت